# Barron (rzeka)
Barron – rzeka w północno-wschodniej Australii, w stanie Queensland. Ma 100 mil (160 km) długości. Jej źródła znajdują się w pobliżu miasta Herberton, na obszarze pasma Hugh Nelson Range, należącego do Wielkich Gór Wododziałowych. Rzeka płynie na północ przez płaskowyż Atherton, mijając miasto Mareeba, a następnie skręca na wschód i południe, przecinając wąwóz Barron Gorge. Uchodzi do zatoki Trinity Bay Oceanu Spokojnego na północ od miasta Cairns. Rzeka została nazwana w 1870 roku na cześć T.H. Barrona, głównego sekretarza policji stanowej. Do jej głównych dopływów należą rzeka Clohesy oraz strumienie Mazzlin, Rocky i Flaggy.
Rzeka Barron jest spiętrzona przez zaporę Tinaroo Dam, tworzącą sztuczny zbiornik Tinaroo Reservoir, który dostarcza wodę do nawadniania obszarów uprawy tytoniu i rolnictwa mieszanego. Wodospady Barron Falls, położone 10 mil (16 km) od ujścia rzeki, są dostępne do zwiedzania z miasta Kuranda. Seria kaskad o łącznej wysokości 980 stóp (300 m) spada na równinę przybrzeżną. Zostały one wykorzystane do produkcji energii elektrycznej.